# Municipio de Newland No. 1
El municipio de Newland No. 1 (en inglés: Newland No. 1 Township) es un municipio ubicado en el  condado de Avery en el estado estadounidense de Carolina del Norte. En el año 2010 tenía una población de 1.189 habitantes.

## Geografía
El municipio de Newland No. 1 se encuentra ubicado en las coordenadas 36°6′50.79″N 81°56′13.64″O / 36.1141083, -81.9371222.